# Festival del Velero
El Festival Nacional del Velero o simplemente el Velero, es un certamen musical chileno. Éste es de carácter gratuito, y se realiza por dos días, la segunda semana del mes de febrero, en el anfiteatro costanera de la ciudad de Huasco.
Es organizado por la Ilustre Municipalidad de Huasco,  y es catalogado por los medios de comunicación como el de más alto nivel en la región de Atacama.
En la competencia de Mejor Intérprete participan una docena de representantes de diversas comunas de Chile, siendo su máximo galardón el "Velero".
Es transmitido en las comunas de Huasco, Freirina y Vallenar por Huasco Televisión; y desde 2016 vía radio, Youtube y Facebook a través del sitio web del municipio.

## Historia
Esta actividad inició en el verano de 1989 en el Estadio René Hermosilla de Huasco, con la finalidad de destacar las bondades turísticas del litoral. Siendo auspiciado por la Ilustre Municipalidad de Huasco y su alcalde Alberto Gallardo Flores, además del apoyo y las instalaciones de la CAP.
En la época de los 90's contaba con la participación de intérpretes de distintos puntos del país, siendo él, o los, representantes de la comuna determinados de manera progresiva en las Noche de verano vecinal, realizadas en las seis poblaciones de la comuna, oportunidad en la que también se elegía una reina de cada sector, por otra parte el animador del certamen por largos años fue el señor Rolando Rojas.
Estos representantes confluían en una celebración anterior al festival, oportunidad en que se elegía a la Reina de Playas y Piscinas de la comuna, y él o los mejores intérpretes comunales.
En el Festival del Velero era presentada la Reina de Playas y Piscinas, y él o los intérpretes comunales competían con otros representantes nacionales. Los tres primeros lugares logran el galardón del Velero y una suma en dinero a determinar por la Municipalidad. Todo sumado a las presentaciones de consagrados artistas de nivel nacional e internacional.
A partir del año 2009 este festival es separado de las demás actividades con el fin de proyectarse como un festival regional, de alta categoría y que pudiese transformarse en una marca para la comuna, por esa razón fue reeditado de forma gratuita en el anfiteatro de la Avenida Costanera de Huasco donde asiste en promedio diario unas 8 mil personas, se agrega mayor inversión por parte del municipio y su alcalde Rodrigo Loyola Morenilla.
Luego de este proceso, el año 2012 el Velero logra posicionarse como un certamen musical de relevancia regional, este logra gran aprobación por parte de los medios de comunicación y por los turistas que llegan a la comuna por lo que se decide remodelar el escenario del Anfiteatro de la Costanera. Ya para el año 2015 en una encuesta comunal, lo catalogan como la fiesta más representativa de los vecinos y vecinas de esta pequeña comuna, creando el eslogan "Nuestro Festival".
En 2016 el Velero contempló varios cambios como eventos anexos a las noches de festival; incluyendo una Gala Vecinal la que se realizó un día antes de que comience el evento, en el Hotel Solaris. La segunda jornada se coronó a la animadora invitada como la Reina del Certamen y los pescadores de la comuna realizaron los "Mil churrascos marinos" que se repartieron gratuitamente a quienes fueron al muelle fiscal. Luego de varios años en la animación el periodista Luis Trigo, asume la conducción el comunicador radial Carlos Castillo-Benner, quién se convierte en el presentador más joven en animar el espectáculo en la historial del festival. Además ese año es transmitido por primera vez para todo el país, incluyendo Isla de Pascua por Radio Bío-Bío.

## Ediciones

### Festival del Velero
- I edición (1989):
- II edición (1990):
- III edición (1991):
- IV edición (1992):
- V edición (1993):
- VI edición (1994):
- VII edición (1995):
- VIII edición (1996):
- IX edición (1997):
- X edición (1998):
- XI edición (1999):
- XII edición (2000):
- XIII edición (2001):
- XIV edición (2002):
- XV edición (2003):
- XVI edición (2004):
- XVII edición (2005):

### La Noche del Velero
- XVIII edición (2006): Los PataNegra; y Simoney Romero, Andy Dular, Franco Vásquez, Paulo Núñez y Claudio Puebla (del Clan Rojo).[3][4]
- IX edición (2007):
- XX edición (2008): Gabriel Suárez y Patricio Garcés del programa Rojo[5]

### Festival del Velero
- XXI edición (14 y 15 de febrero de 2009): Denisse Malebrán, Américo y la Nueva Alegría, Chancho en Piedra y Como Asesinar a Felipes; animación Luis Trigo y Denisse Malebrán.[6]
- XXII edición (10 al 12 de febrero de 2010): María Jimena Pereyra, La Noche, Los Tres e Inti-Illimani Histórico; animación Luis Trigo y María Jimena Pereyra.[7]
- XXIII edición (12 y 13 de febrero de 2011): Los Bunkers, Los Jaivas, Luis Jara, Carolina Soto y Sonora Tomo Como Rey; animación Luis Trigo y Carolina Soto.[8]
- XIV edición (9 y 10 de febrero de 2012): Anita Tijoux, Javiera y Los Imposibles, Lucybell, Álvaro Véliz, Daniela Castillo, Santos Chávez, Silvestre y Villa Cariño; animación Luis Trigo y Daniela Castillo.[9]
- XXV edición (16 y 17 de febrero de 2013): La Juan Lennon Band, Manuel García, Mario Guerrero, Silvestre, Sonora Barón y Los Vásquez; animación Luis Trigo y Carolina Soto.[10]
- XXVI edición (5 y 6 de febrero de 2014): Myriam Hernández, Gustavo Becerra (humor), Leo Rey y La Noche, Los Bunkers, María Jimena Pereyra y Marisela; animación Luis Trigo y Lucila Vit.[11]
- XXVII edición (10 al 12 de febrero de 2015): Kevin Johansen, Ella Baila Sola, Amistades Peligrosas, Los Vikings 5, Francisca Valenzuela, Noche de Brujas y Silvestre; animación Luis Trigo y Lucila Vit.[12]
- XXVIII Velero 2016 (10 y 11 de febrero): María José Quintanilla, Nano Stern, Jordán y Tú, Nicole, Franco Simone y Megapuesta; Animación Carlos Castillo-Benner y Javiera Acevedo.
- XXVIX Velero 2017 (15 y 16 de febrero): Denise Rosenthal, Los Jaivas y Américo; Animación Carlos Castillo y Denise Rosenthal[13]
- XXX Velero 2018 (14 y 15 de febrero): Beto Cuevas, Santaferia, Andrés de León, Narea y Tapia (ex Los Prisioneros), Combo con clase y Congreso; Animación Camila Recabarren y el relacionador público del municipio huasquino, Carlos Castillo.[14]
- XXXI Velero 2019 (24 de febrero): Los Jaivas, Chico Trujillo, Douglas, Los Vásquez, María Jimena Pereyra; Animación Carlos Castillo.[15]